# Ketapang II
Ketapang II is een bestuurslaag in het regentschap Ogan Ilir van de provincie Zuid-Sumatra, Indonesië. Ketapang II telt 735 inwoners (volkstelling 2010).